# Kummer-függvény
A matematikában több függvény is Kummer-függvényként ismert. A Kummer-függvényeket többnyire fizikai problémák megoldásánál használják. A függvények Ernst Kummer (1810 – 1893) német matematikusról kapták a nevüket.
Az egyik ilyen ismert függvény az úgynevezett „speciális hipergeometrikus függvény”.
A másik ismert függvény a polilogaritmushoz kapcsolódik, melynek a definíciója alább látható.
A Kummer-függvény definíciója:
{\displaystyle \Lambda _{n}(z)=\int \limits _{0}^{z}{\frac {\log ^{n-1}|t|}{1+t}}\;dt.}
A duplikációs formája:
{\displaystyle \Lambda _{n}(z)+\Lambda _{n}(-z)=2^{1-n}\Lambda _{n}(-z^{2})}.
Összehasonlítva a duplikációs formulát a polilogaritmussal:
{\displaystyle \operatorname {Li} _{n}(z)+\operatorname {Li} _{n}(-z)=2^{1-n}\operatorname {Li} _{n}(z^{2}).}
Egy explicit kapcsolat a polilogaritmushoz:
{\displaystyle \operatorname {Li} _{n}(z)=\operatorname {Li} _{n}(1)\;\;+\;\;\sum _{k=1}^{n-1}(-)^{k-1}\;{\frac {\log ^{k}|z|}{k!}}\;\operatorname {Li} _{n-k}(z)\;\;+\;\;{\frac {(-)^{n-1}}{(n-1)!}}\;\left[\Lambda _{n}(-1)-\Lambda _{n}(-z)\right].}